# Moonlight Mile
Moonlight Mile är en amerikansk film från 2002 i regi av Brad Silberling. Filmen utspelar sig 1973, och är delvis baserad på verkliga händelser i manusförfattaren och regissören Brad Silberlings liv.

## Rollista (urval)
- Jake Gyllenhaal - Joe Nest
- Dustin Hoffman - Ben Floss
- Susan Sarandon - Jojo Floss
- Aleksia Landeau - Cheryl
- Ellen Pompeo - Bertie Knox
- Richard Messing - Rabbi
- Lev Friedman - Cantor
- Mary Ellen Trainor - Mrs. Meyerson
- Richard Fancy - Mr. Meyerson
- Holly Hunter - Mona Camp
- Robert Wahlberg - Pinky